# Alvordton
Alvordton – jednostka osadnicza w USA, w stanie Ohio, w hrabstwie Williams.
Liczba mieszkańców w 2000 roku wynosiła 305. W 2010 roku uznano Alvordton za Census-designated place.